# The 27th Day
The 27th Day este un film SF american din 1957 regizat de William Asher pentru Columbia Pictures. În rolurile principale joacă actorii Gene Barry, Valerie French, George Voskovec.

## Prezentare
Cinci persoane din cinci națiuni, inclusiv din "superputerile" Statele Unite ale Americii, Uniunea Sovietică și China, se trezesc brusc pe o navă spațială extraterestră. Un extraterestru îi dă fiecăruia câte un container care conține capsule. Nicio putere de pe pământ nu poate deschide containerul dat, cu excepția comenzii mentale date de persoana care l-a primit. Fiecărei persoane i s-a dat putere de viață și de moarte asupra oamenilor. Cei cinci au capacitatea de a-și lansa capsulele instantaneu la orice coordonate doresc și fiecare capsulă va eradica complet toată viața umană pe o rază de 3.000 de mile de poziția aleasă.

## Actori
- Gene Barry este Jonathan Clark
- Valerie French este Evelyn "Eve" Wingate
- George Voskovec este Professor Klaus Bechner
- Azemat Janti este Ivan Godofsky
- Arnold Moss este The Alien
- Stefan Schnabel este The Soviet General
- Paul Frees este Ward Mason, Newscaster (nemenționat)
- Marie Tsien este Su Tan (nemenționat)
- Ralph Clanton este Mr. Ingram